# 453

## Esdeveniments
- Els gèpides, sota Ardaric, es fan independents dels huns i es traslladen a Dàcia.[1]
- La mort d'Àtila en circumstàncies que no coneixem exactament, faria que en poc temps es dissolgués l'exèrcit i el seu imperi.[2]